# Charles Wolseley, VII baronetto
Sir Charles Wolseley (Colwich, 20 luglio 1769 – Colwich, 3 ottobre 1846) è stato un politico e nobile inglese.
Attivista radicale fu il fondatore del movimento radicale degli Hampden Clubs.

## Biografia
Figlio di Sir William Wolseley, VI baronetto (1740 - 1817) e di Charlotte Chambers di Wimbledon. Dopo aver avuto una educazione privata, in giovane età intraprese il tradizionale Grand Tour sul continente europeo, nel corso del quale entrò in contatto con i movimenti rivoluzionari dell'epoca. Fu presente alla presa della Bastiglia, nel corso della Rivoluzione francese, nella quale, secondo un discorso pronunciato a Stockton il 28 giugno 1819, prese direttamente parte. 

I suoi primi contatti con il radicalismo inglese risalgono al 1811, quando firmò una petizione a favore di una riforma del Parlamento inglese, e risulta tra i primi organizzatori de movimenti radicali denominati Hampden Clubs, ispirati dal riformatore inglese John Cartwright. Ottenne il titolo di Baronetto il 5 agosto 1817, quando il movimento riformatore era all'apice delle sue attività politiche. La sua prima apparizione pubblica in qualità di sostenitore radicale fu in qualità di presidente di una grande manifestazione tenutasi nel giugno del 1819 a Stockport, dove dichiarò, da testimone e protagonista della Bastiglia, che l'equivalente inglese sarebbe stato prossimo. Il 12 luglio di quello stesso anno, un'assemblea di rappresentanti del movimento riformatore si riunì a Birmingham, non rappresentata all'interno del Parlamento inglese, ed elessero Sir Charles come loro rappresentante parlamentare "informale", pur se in sua assenza, con il compito di manifestare le loro istanze di fronte alla Camera dei Comuni.

Fu Cartwright in persona a recarsi nella dimora di Sir Charles per comunicare la risoluzione dell'assemblea dei riformatori, ed i due trascorsero diversi giorni insieme per stabilire le contromisure da opporre alla politica repressiva decisa dal governo contro le manifestazioni radicali. Il 19 luglio, venne arrestato per sedizione a causa del suo discorso tenuto a Stockton nel giugno di quello stesso anno, incarcerato e poi liberato su cauzione. Nel frattempo, in attesa di giudizio, Sir Charles si prodigò per assistere in ogni modo i familiari delle vittime del massacro di Peterloo.

Nell'aprile del 1820 ebbe inizio il suo processo presso il tribunale di Chester, dove al suo fianco in qualità di imputato si trovava un sacerdote dissidente di nome Joseph Harrison; entrambi vennero accusati di sedizione e cospirazione e condannati a diciotto mesi di prigione. Mentre scontava la sua pena detentiva ad Abington il 16 gennaio 1821 venne eletto insieme ad altri otto membri, tra i quali il filosofo Jeremy Bentham e Sir Francis Burdett, a costituire un comitato degli elettori del Middlesex per la promozione delle riforme politiche rivendicate dal movimento radicale, e il suo rilascio venne salutato con una grande manifestazione pubblica da parte dei radicali.

Come gran parte dei rappresentanti del suo movimento, anche Sir Charles fu uno strenuo sostenitore della regina Carolina di Brunswick, durante il periodo di prigionia scrisse diverse lettere pubblicate sul The Times in sua difesa così come a Lord Castlereagh. Nonostante ciò, dopo il suo rilascio, Sir Charles si ritirò gradualmente dall'attivismo politico, e, a partire dal 1826, non partecipò ad alcuna manifestazione politica a carattere pubblico. Convertitosi al Cattolicesimo, venne battezzato nell'ottobre del 1837, morì nella sua dimora di Wolseley Hall il 3 ottobre 1846, lasciando il titolo di Baronetto a suo figlio, Charles (1813- 1854), VIII baronetto Wolseley. 